# Fatma Sultan (hija de Ahmed I)
Fatma Sultan (en turco otomano: فاطمه سلطان; "la que se abstiene") (Estambul, c. 1606 — Estambul, c. 1670) fue una princesa del Imperio Otomano, hija Ahmed I y Kösem Sultan, sobrina de Mustafa I, hermana de Osman II, Murad IV e Ibrahim I, y tía paterna del sultán Mehmed IV. Ella era conocida por sus abundantes matrimonios políticos y por su gran poder e influencia que tuvo en el imperio.

## Biografía
El año de su nacimiento se ha sugerido en 1606. Fatma, descrita de personalidad fría y arrogante, tuvo más de cinco matrimonios que la beneficiaron bastante.
Las princesas otomanas eran casadas normalmente lejos de la corte, con funcionarios otomanos influyentes, por sus madres o abuelas paternas, que tenían el derecho de arreglar sus matrimonios y que podrían ser así receptoras de las ventajas que estos podrían ofrecer. 
Estas tenían privilegios en el matrimonio que las diferenciaban de las mujeres musulmanas comunes: como el derecho a ser la única esposa de su cónyuge, a negarse a consumar su matrimonio hasta que estuvieran listas o solicitar el divorcio cuando quisieran (derecho que igual se aplicaba a las musulmanas normales, pero que estaba poco extendido). Debido a que muchas de ellas acababan viudas o divorciadas, a menudo por razones políticas, sus matrimonios eran muy frecuentes. Fatma Sultan y su hermana, Ayşe Sultan, son ejemplos extremos de esto: se casaron por lo menos siete y seis veces, y entraron en su último compromiso a los 61 y 50 años, respectivamente.
Primer matrimonio
Durante el primer año del reinado de su hermano, el sultán Murad IV, Fatma Sultan se casó con Damat Çatalcalı Hasan Paşa en 1624, y tuvieron un hijo. Enviudó en 1628, cuando fue ejecutado por orden de su hermano, Murad, por alguna acción "contraria a la ley de Alá."
Segundo, tercer y cuarto matrimonio
Tras la ejecución de su primer marido, se casó con Damat Kara Mustafa Paşa, con quien tuvo dos hijos. Después de la muerte de su segundo marido, se casó con Damat Canbuladzade Mustafa Paşa. Fue ejecutado por órdenes de su hermano, Murad, en 1636. Después de la muerte de su tercer cónyuge, Fatma Sultan se casó con Damat Koca Yusuf Paşa.
En 1643, a principios del reinado de su hermano Ibrahim I, Fatma, al igual que sus hermanas Ayşe Sultan y Hanzade Sultan, recibe el estipendio máximo diario para las princesas imperiales de la época, a saber, 400 aspers. En 1647, las tres, así como su sobrina, la hija de Murad, Ismihan Kaya Sultan, fueron sometidas, en lo que fue otro asalto al protocolo por parte de Ibrahim, a la indignidad de la subordinación a sus concubinas. Se llevó sus tierras y joyas (presumiblemente para otorgarlas a sus hasekis), y las obligó a servir a Telli Hümaşah Sultan, la concubina con la que se casó, como sirvientas mientras comía y sostener la toalla, el jabón, la jofaina y la jarra de agua con la que se lavaba las manos. Más tarde, Ibrahim consideró que las princesas servían mal a su adorada, así que las desterró del Palacio de Topkapi al Palacio Viejo, otros dicen que a Edirne.
Quinto matrimonio
Uno de los matrimonios más destacados de Fatma fue cuando se casó en 1662 con Damat Melek Ahmed Paşa, casado anteriormente con su sobrina, Ismihan Kaya Sultan. En ese momento, tenía más de cincuenta años. El matrimonio fue arreglado por la fuerza en contra de los deseos de ambas partes, e infeliz, y Melek Ahmed acusó al Gran Visir, Köprülü Mehmed Paşa de haber arreglado el matrimonio para humillarlos. El propio Gran Visir bromeó diciendo que le había dado a Melek Ahmed Pasha un "elefante para alimentar."
En la noche de bodas, Fatma presentó a Melek Ahmed Pasha su demanda de la asignación que deseaba para ella y su corte. Él respondió que la cantidad era imposible, a lo que ella respondió que el divorcio era la única alternativa, y exigió que le devolviera su dote, que ascendía a un año de impuestos de Egipto (esto probablemente estaba relacionado con el hecho de que uno de sus maridos anteriores, el difunto Kara Mustafa Paşa, había sido anteriormente gobernador de la provincia de Egipto).
Cuando enviuda en 1662 poco después, selló su residencia y reclamó el derecho a su propiedad, lo que causó un conflicto con el Gran Visir, que se vio obligado a ceder a sus demandas.
Sexto y séptimo matrimonio
En junio de 1663, Fatma Sultan se casó con Damat Agha Mustafa Paşa, el Beylerbey de Bagdad. Después de su muerte en 1666, se casó con el Beylerbey de Silistre, Damat Közbekçi Yusuf Paşa, el 5 de septiembre de 1667.

## Muerte
Falleció en 1670 en Estambul, se desconoce la causa. Fue enterrada junto a su padre y hermanos en la Mezquita Azul.

## Descendencia

### Hijos
Tuvo un hijo de su segundo matrimonio y dos hijos de su tercer matrimonio:
- Sultanzade Hasan (1629 — 1636), muerto en la infancia, nació meses más tarde luego de la ejecución de su padre;
- Sultanzade Canbuladzade Huseyn Paşa (1633 — 16 de febrero de 1680). Gobernador de Buda y El Cairo. Se casó con su prima, Ayşe Sultan, hija del sultán Ibrahim I;
- Sultanzade Canbuladzade Süleyman Bey (1635 — después de 1672), se casó y tuvo descendencia. Seguía vivo durante el reinado de Ahmed II (r.1691 – 1695).
- Sultánzade Mehmed Paşa (1645-1727), se casó con una princesa y tuvo descendecia 4 niños y 2 niñas.

## En la cultura popular
En la serie turca de 2016 Muhteşem Yüzyıl Kösem, la actriz Balim Gaye Bayrak interpretó a Fatma durante su niñez.